# Lothar Rosenberg
Lothar Rosenberg (* 1. Januar 1895 in Tremessen, Provinz Posen; † 9. Januar 1979 in Berlin-Wilmersdorf) war ein deutscher Jurist und Ministerialbeamter. Er war 1953 der Direktor der Senatskanzlei von Berlin.

## Leben

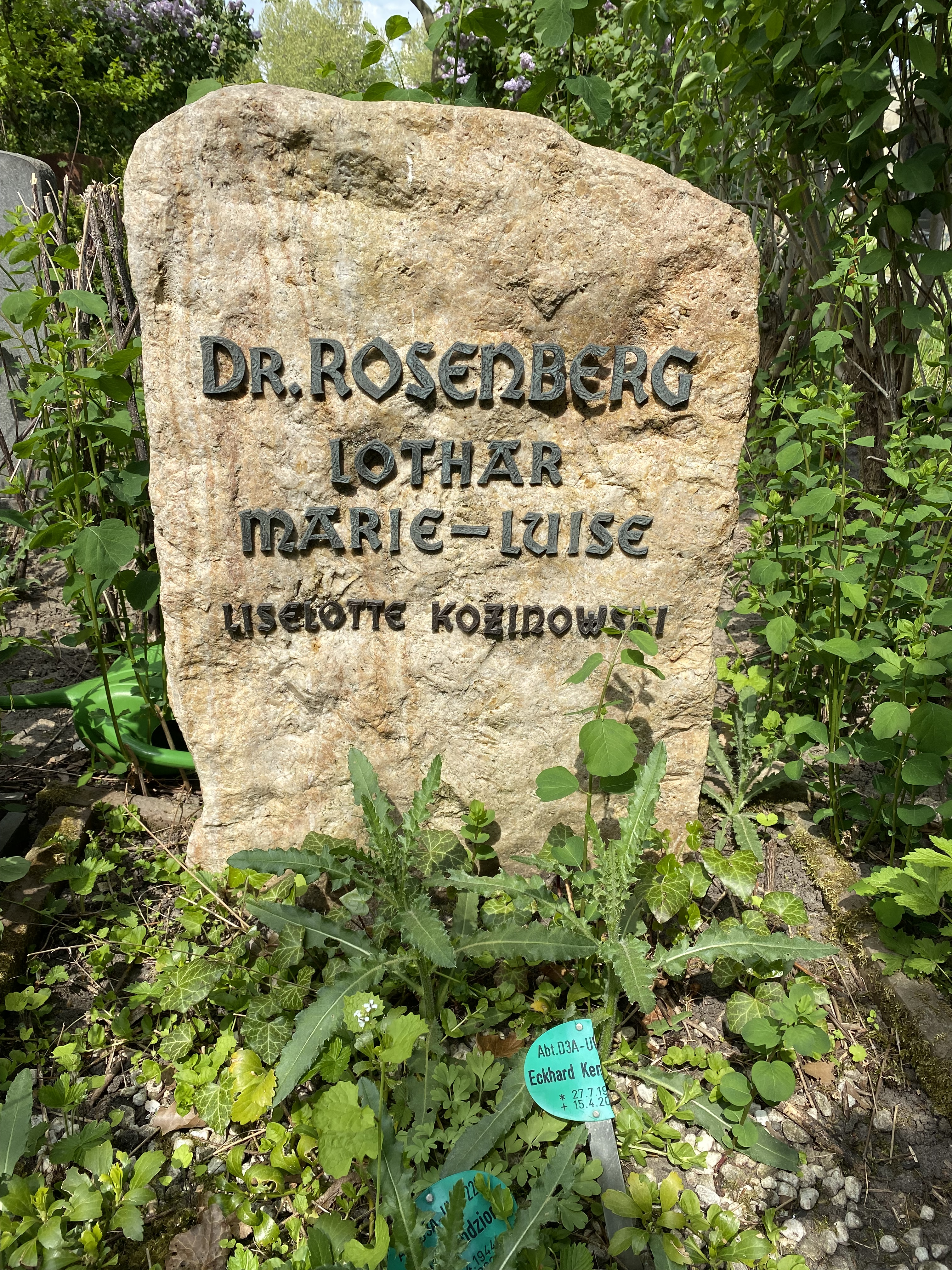
Grabstätte

### Ausbildung und Beruf
Rosenberg besuchte in seiner Schulzeit Gymnasien in Stettin, Charlottenburg und Leipzig. Er studierte 1913 Rechtswissenschaften in Leipzig und München. von 1914 bis 1918 war er Kriegsteilnehmer und ab 1919 Gerichtsreferendar im sächsischen Justizdienst. Im Jahr 1922 wurde er Gerichtsassessor und im Jahr 1923 wurde er Assessor in der Abteilung für Wohlfahrtspflege im Reichsarbeitsministerium.
Er wurde 1925 Regierungsrat als Referent für die gehobene Fürsorge. Von 1927 bis 1928 wurde er als Sozialattaché zur Deutschen Botschaft in London abgeordnet. Er wurde 1929 zum Oberregierungsrat befördert und 1933 zum Ministerialrat als Referent im Reichsarbeitsministerium für zwischenstaatliche Fragen der Sozialversicherung und Sonderreferent für Großbritannien und Irland. Der Leiter der Unterabteilung „Fürsorge“ war er von 1944 bis 1945 sowie von 1945 bis 1952 Leiter des Referats „Sozialversicherung“ sowie der Hauptabteilung „Berufsfürsorge für Schwerbeschädigte“ bei der Versicherungsanstalt Berlin.
Im Jahre 1953 war er der Direktor der Senatskanzlei von Berlin und 1954 wurde er zum Senatsrat beim Senator für Arbeit und Sozialwesen von Berlin befördert. Und 1955 erfolgte die Beförderung zum Senatsdirektor für den Aufgabenbereich „Sozialwesen“. Im Jahr 1959 trat Rosenberg in den Ruhestand ein.
Lothar Rosenberg verstarb wenige Tage nach Vollendung seines 84. Lebensjahres in Berlin und wurde auf dem dortigen Friedhof Wilmersdorf (Abt. D3A) beigesetzt.

### Politische Betätigung
Rosenberg nahm 1939 eine ehrenamtliche Tätigkeit in der NSDAP-Ortsgruppe Fehrbellin wahr. Zudem war er Mitglied in NSRB, RDB, NSFK, RLB, NSV, NSOG und im Reichskolonialbund.
Ein Antrag auf Aufnahme in die NSDAP scheiterte 1942 aufgrund einer „kirchlich-politischen“ Bindung. Später wurde er Mitglied der SPD.

## Auszeichnungen
- Eisernes Kreuz 2. Klasse (1916)
- Eisernes Kreuz 1. Klasse (1917)
- Ritterkreuz 2. Klasse des Sächsischen Albrechts-Ordens mit Schwertern (1917)
- Ritterkreuz 2. Klasse des Sächsischen Verdienstordens mit Schwertern (1918)
- Ritterkreuz des Königlichen Hausordens von Hohenzollern mit Schwertern (1918)
- Verdienstkreuz des Ehrenzeichens des Deutschen Roten Kreuzes (1934)
- Ehrenkreuz für Frontkämpfer (1934)
- Wichern-Plakette des Central-Ausschusses für die Innere Mission der deutschen Evangelischen Kirche (1936)
- Kriegsverdienstkreuz 2. Klasse (1942)
- Großes Verdienstkreuz der Bundesrepublik Deutschland (1961)
- Ehrenmitglied des Allgemeinen Blindenvereins Berlin e. V. (1961)
- Goldene Ehrennadel des Reichsbundes der Kriegs- und Zivilgeschädigten, Sozialrentner und Hinterbliebenen e. V. (1961)